# 雷蒙多·佩雷拉
雷蒙多·佩雷拉（1956年—），又譯白瑞拉，是畿內亞比紹的政治家及律師，曾任該國的臨時總統。他是非洲畿內亞及佛德角獨立黨（PAIGC）的成員。
佩雷拉透過在職訓練成為律師。在2008年11月舉行的畿內亞比紹立法議會選舉中，PAIGC取了國內多數黨的地位，使佩雷拉被選為國民議會議長。在前總統若昂·贝尔纳多·维埃拉被軍方擊殺後，佩雷拉被軍方根據國家憲法繼任成為代理總統。
2012年1月9日，总统马兰·巴卡伊·萨尼亚在巴黎病逝，根据宪法担任国会议长的佩雷拉将再次代理总统职权，直到选举出新一任总统。